# Syringarium

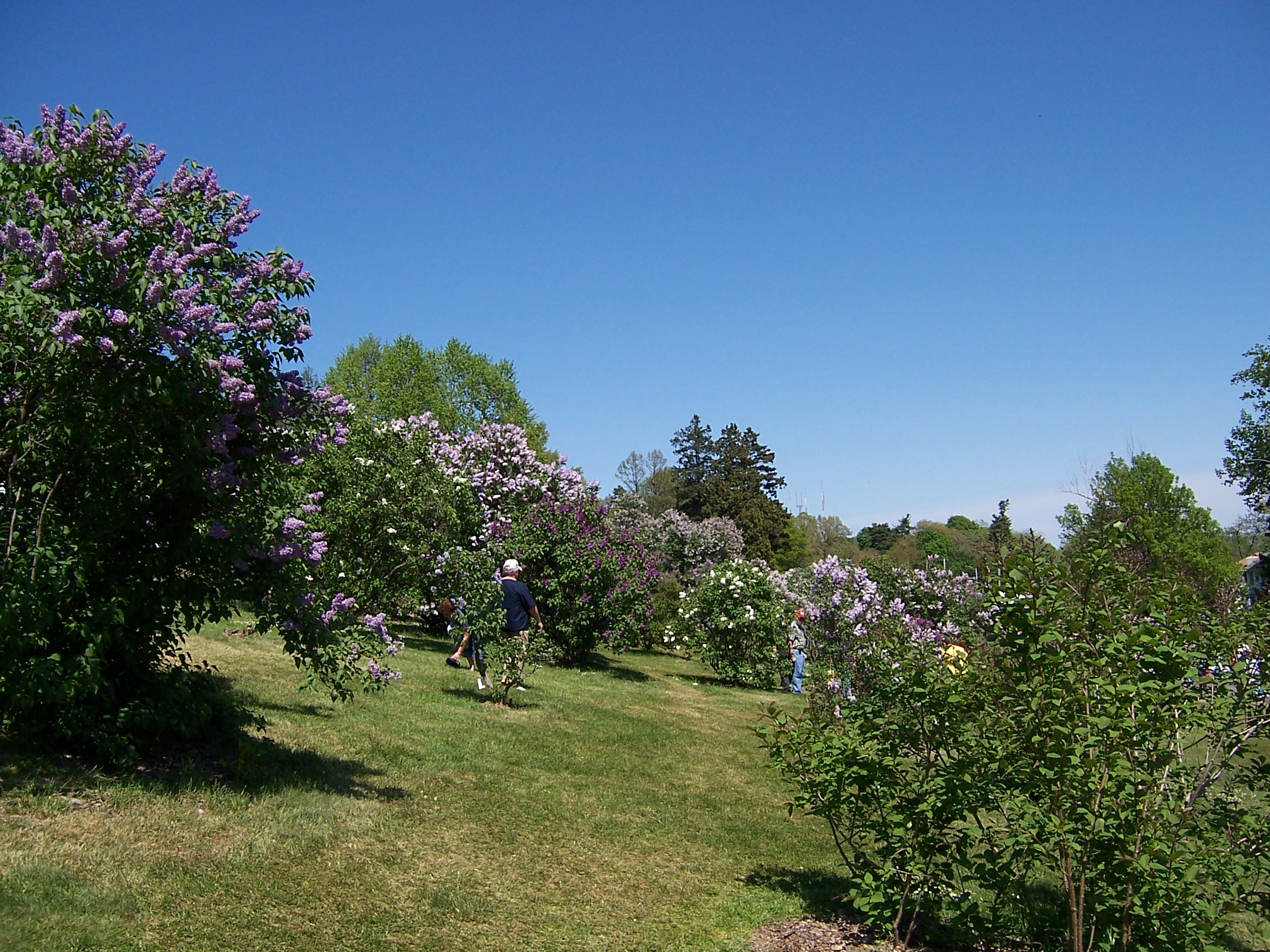
Syringariet i Highland Park, Rochester, USA.

Syringarium är en samlingsträdgård med syrener. Ordet kommer av syrensläktets vetenskapliga namn, Syringa och kan översättas "av syrener". De flesta kända syringarier finns i Ryssland, Ukraina och östra Europa.